# Ocupació anglesa de Menorca
L'ocupació anglesa a Menorca començà amb la conquesta austriacista de Menorca durant l'enfrontament entre els austriacistes i els borbònics en el marc de la guerra de successió espanyola. Aquesta ocupació deixà empremta en la llengua menorquina amb la "catalanització" de paraules angleses com per exemple boínder (bow window).
Els anglesos ocuparen Menorca en tres períodes diferents:
- La primera del 1708 fins al 1756.
- La segona del 1763 fins al 1782.
- La tercera del 1789 fins al 1802.

Durant la primera fase de dominació britànica, els anglesos envaïren Menorca de mans dels austriacistes en 1708. El nou governador anglès fou Richard Kane, qui va fer uns canvis molt grans a tota l'illa. Principalment, canvià la capital de Menorca, històricament establerta a Ciutadella, per Maó. Millorà l'administració local, la indústria, el comerç i donà noves regles per la protecció i regulació de la ramaderia i l'agricultura de l'illa. També és coneguda la carretera que el governador anglès creà i que duu el seu nom: Kane's Road o camí d'en Kane.
El 1713 es firmà el Tractat d'Utrecht, pel qual Gran Bretanya assumí la sobirania de l'illa de Menorca, de forma oficial, en contra dels desitjos de la nova Espanya borbònica.
El 1756 els francesos envaïren Menorca, obligant els 300 soldats anglesos que protegien l'illa a rendir-se a la França borbònica. Començà la dominació francesa a Menorca.
El 1763 es firmà el tractat de París, pel qual Menorca tornà a mans dels britànics fins al 1782. Durant aquest període, Kane morí sent governador de l'illa de Menorca el 31 de desembre de 1776, després de 25 anys de serveis a la corona britànica.
El 1782 i fins a 1789 Espanya envaí Menorca, apropiant-se de l'illa per a la corona dels Borbons.
El 1789 i fins al Tractat d'Amiens de 1802, els anglesos dominaren Menorca, obligant els espanyols a tornar-los-la.
D'aquesta època és la casa construïda per a l'amant de l'almirall Nelson, Lady Emma Hamilton, que encara és visitada a prop de la ciutat de Maó.
Hi ha una referència del dia 12 d'octubre de 1800 en què l'almirall anglès, Horatio Nelson visità el Port de Maó.